# Волоцкий, Евгений Юрьевич
Евгений Юрьевич Волоцкий (род. 18 мая 1982, Омск) — российский актёр театра и кино.

## Биография
По окончании школы в Омске учился на факультете режиссуры в местном Институте культуры. Затем поступил в Омский драматический театр на актёрские курсы, которыми руководил режиссёр В. С. Петров. Евгений Волоцкий сыграл в своих первых спектаклях — «Чичиков» и «Лоренцачо».
В 2006 году окончил Екатеринбургский государственный театральный институт (мастерская В. В. Кокорина). Затем два года проработал в Нижегородском ТЮЗе, где играл в спектаклях «Снежная королева», «Поход в Угри-ла-Брек», «Ромео и Джульетта» и других.
В 2008 году приехал в Москву, где стал работать в Московском ТЮЗе. В 2012 году Волоцкий стал номинантом премии «Золотая маска» за роль в спектакле «Убийца».

## Семья
Жена Ксения Волоцкая, актриса. Сын Артём Волоцкий (род. 2019).

## Роли в театре юного зрителя
- 2013 — Леди Макбет нашего уезда (каторжанин)
- 2012 — «Лейтенант с острова Инишмор» реж. А. Суворов (Дэйви)
- 2012 — «Шуты Шекспировы» реж. К. Гинкас (Шут при короле Лире)
- 2011 — «Та самая Дульсинея» реж. В. Крамер (Лотарио)
- 2010 — «Убийца» Александра Молчанова, реж. Д. Егоров (Андрей)
- 2008 — «Кавалер — призрак» реж. Р. Самгин (Итальянец)
- 2006 — «Нелепая поэмка», реж. К. Гинкас (Один в коробке)
- 2002 — «Алинур», реж. А. Левин (Дровосек Шаркан, он же крот, нищий, прокажённый, разбойник, стражник)
- 1994 — «Романтики», реж. А. Дрознин-мл. (Персине)

## Фильмография
| Год  |   | Название                  | Роль                                           |
| ---- | - | ------------------------- | ---------------------------------------------- |
| 2019 | с | Шифр                      | Виталий, инвалид                               |
| 2017 | ф | Со дна вершины            | учитель литературы                             |
| 2016 | с | Господа полицейские       | Антон                                          |
| 2015 | с | Парень с нашего кладбища  | следователь                                    |
| 2015 | ф | Москва, я терплю тебя     | Алексей                                        |
| 2015 | с | Метод                     | Юрий Борисов, опер                             |
| 2014 | с | Позови, и я приду         | Максим Королев — главная роль                  |
| 2014 | с | Екатерина                 | Шемякин, медикус                               |
| 2013 | с | Оттепель                  | Санча, брат Марьяны, закройщик                 |
| 2012 | с | Тройная жизнь             | Федюня                                         |
| 2012 | с | Метод Фрейда              | полицейский (4-я серия)                        |
| 2012 | с | Дело следователя Никитина | Николай Дементьев литератор, муж Надежды       |
| 2011 | с | Игра                      | Кол, бандит (13-я серия)                       |
| 2011 | ф | Бездельники               | эпизод                                         |
| 2010 | с | Паутина-4                 | оперативник (Фильм № 1, № 4)                   |
| 2010 | с | Интерны                   | Коля, симулянт с поцарапанной спиной (9 серия) |
| 2009 | с | Крест в круге             | Нестеров, следователь                          |
| 2009 | с | Иван Грозный              | Пётр Щенятев                                   |
| 2009 | ф | Волчок                    | первый милиционер                              |
| 2008 | с | Дело было в Гавриловке-2  | ведущий ГАВ ТВ (2—12 серии)                    |
| 2007 | с | Дело было в Гавриловке    | Игорь Марков, диктор (1—7, 9—12 серии)         |